# 茨城縣議會
茨城縣議會（日语：／ Ibarakiken-gikai）是日本茨城縣的議會，議員額62名。

## 議員
主席：川口雅也（かわぐち まさや）
副主席：豊田 茂（とよだ しげる）
按照慣例，主席和副主席每年輪調一次。

## 組織架構
- 常務委員會
  - 總務企劃委員會
  - 防災環保產業委員會
  - 健康、福利和醫療委員會
  - 銷售策略農林水產委員會
  - 土木工程公司選址推進委員會
  - 教育警察委員會

- 特別委員會
  - 特別預算委員會
- 議會管理委員會
- 資訊委員會

- 大會秘書處
  - 總務科
  - 議程部分
  - 政治研究部

## 黨派
席位數：62個
任期：2023年1月8日— 2027年1月7日

## 歷史

### 第一次县议会（明治时代）

#### 县议会前
1871年廢藩置縣後，在現在的茨城縣地區設立了十多個縣。 此後，這些縣多次合併，1898年5月，茨城縣、新春縣和千葉縣的一部分合併，形成了現在的茨城縣。
新政府透過廢除封建郡縣加強了權力，迅速推行了教育制度、徵兵、地稅改革等各項政策。1888年，茨城縣真部縣和那嘉縣發生了大規模的反對土地稅修改的起義。
從1880年左右開始，各都道府縣成立了“民間會社”，其成員包括戶主、副戶主等，試圖吸收民意，保證行政順利進行。政府也致力於建立法律框架，使民間協會成為公共機構。1898年7月，制定了《都道府縣會條例》，決定在全國設立「都道府縣會」。

#### 第一次县会议
1888年（明治12年）3月，茨城縣根據縣議會規則舉行第一次縣議會議員選舉，選出45名議員。4月5日，第一次縣民會議在水戶茨城師範學校舉行。
男性要成為縣議員，必須年滿25歲，並繳納10日圓以上的土地稅。 參加選舉的人也有嚴格的限制，例如必須是20歲以上的男性，並繳納5日圓或以上的土地稅。
大約在這個時期，茨城縣的自由民權運動活躍起來，各地也組織了政治團體（政社）。政府和社會機構的領導人在都道府縣議會中亮相並發揮積極作用，同時為建立國民議會而開展活動。然而，在剛成立的縣議會中，議員家鄉之間的利益衝突逐漸凸顯出來，特別是縣北部議員（山黨）與縣西部議員（河黨）矛盾激烈，縣議會經常陷入困境。
另外，當時知事的權力（都道府縣條例）非常大，即使知事提出的預算提案被都道府縣議會否決，知事也可以根據縣議會的指示執行被否決的預算提案。
1899年（明治23年）頒布了縣制，取代了縣議會規則，並於1891年在茨城縣生效。 大約在這個時候，縣議會的各種制度被制定出來，縣議會議員的聲音也逐漸增強。

### 第二章 普选已至（大正时期至战前时期）

#### 最终走上战争之路
1878年公布《府縣会規則》，次年舉行首次議員選舉。

## 其他
根據議會協議，每年可以提出一般性問題的議員人數限制為 40 人，而固定人數為63人，而且由於問題是根據政黨構成分配的，議員每年只有一次提問的機會也不能保證。

## 外部連結
- 茨城県議会 （页面存档备份，存于）

1. 1 2 3 4 5  . www.pref.ibaraki.jp.   [2024-05-10]. （原始内容存档于2022-03-01）.